# Tour of Chongming Island 2016
10. edycja kobiecego, etapowego wyścigu kolarskiego Tour of Chongming Island odbyła się w dniach 6-8 maja 2016 roku w Chinach na wyspie Chongming. Liczyła trzy etapy o łącznym dystansie 351,6 km.
Tour of Chongming Island był siódmym (pierwszym etapowym) w sezonie wyścigiem cyklu UCI Women’s World Tour, będącym serią najbardziej prestiżowych zawodów kobiecego kolarstwa.

## Etapy
| Etap | Data   | Start – Meta          | km    | Typ    | Zwycięzca etapu | Lider           |
| ---- | ------ | --------------------- | ----- | ------ | --------------- | --------------- |
| 1.   | 6 maja | Chongming – Chongming | 139,8 | Płaski | Huang Ting-ying | Huang Ting-ying |
| 2.   | 7 maja | Chongming – Chongming | 112,8 | Płaski | Chloe Hosking   | Chloe Hosking   |
| 3.   | 8 maja | Chongming – Chongming | 99    | Płaski | Huang Ting-ying | Chloe Hosking   |

### Etap 1 – 06.05: Chongming – Chongming – 139,8 km
| #   | Zawodnik        | Zespół             | Czas       |
| --- | --------------- | ------------------ | ---------- |
| 1.  | Huang Ting-ying | Chińskie Tajpej    | 3h 21' 25" |
| 2.  | Leah Kirchmann  | Liv–Plantur        | + 0"       |
| 3.  | Chloe Hosking   | Wiggle High5       | + 0"       |
|     |                 |                    |            |
| 38. | Eugenia Bujak   | BTC City Ljubljana | + 0"       |
| 93. | Anna Plichta    | BTC City Ljubljana | + 4' 46"   |

| #   | Zawodnik        | Zespół             | Czas       |
| --- | --------------- | ------------------ | ---------- |
| 1.  | Huang Ting-ying | Chińskie Tajpej    | 3h 21' 15" |
| 2.  | Leah Kirchmann  | Liv–Plantur        | + 2"       |
| 3.  | Chloe Hosking   | Wiggle High5       | + 4"       |
|     |                 |                    |            |
| 38. | Eugenia Bujak   | BTC City Ljubljana | + 10"      |
| 93. | Anna Plichta    | BTC City Ljubljana | + 4' 56"   |

### Etap 2 – 07.05: Chongming – Chongming – 112,8 km
| #   | Zawodnik        | Zespół               | Czas       |
| --- | --------------- | -------------------- | ---------- |
| 1.  | Chloe Hosking   | Wiggle High5         | 2h 43' 46" |
| 2.  | Leah Kirchmann  | Liv–Plantur          | + 0"       |
| 3.  | Jip van den Bos | Parkhotel Valkenburg | + 0"       |
|     |                 |                      |            |
| 28. | Eugenia Bujak   | BTC City Ljubljana   | + 0"       |
| DNS | Anna Plichta    | BTC City Ljubljana   | –          |

| #   | Zawodnik        | Zespół             | Czas       |
| --- | --------------- | ------------------ | ---------- |
| 1.  | Chloe Hosking   | Wiggle High5       | 6h 04' 52" |
| 2.  | Leah Kirchmann  | Liv–Plantur        | + 4"       |
| 3.  | Huang Ting-ying | Chińskie Tajpej    | + 9"       |
|     |                 |                    |            |
| 32. | Eugenia Bujak   | BTC City Ljubljana | + 19"      |

### Etap 3 – 08.05: Chongming – Chongming – 99 km
| #   | Zawodnik        | Zespół                          | Czas       |
| --- | --------------- | ------------------------------- | ---------- |
| 1.  | Huang Ting-ying | Chińskie Tajpej                 | 2h 26' 06" |
| 2.  | Roxane Fournier | Poitou-Charentes.Futuroscope.86 | + 0"       |
| 3.  | Ilona Hoeksma   | Parkhotel Valkenburg            | + 0"       |
|     |                 |                                 |            |
| 74. | Eugenia Bujak   | BTC City Ljubljana              | + 0"       |

| #   | Zawodnik        | Zespół             | Czas       |
| --- | --------------- | ------------------ | ---------- |
| 1.  | Chloe Hosking   | Wiggle High5       | 8h 30' 56" |
| 2.  | Huang Ting-ying | Chińskie Tajpej    | + 1"       |
| 3.  | Leah Kirchmann  | Liv–Plantur        | + 5"       |
|     |                 |                    |            |
| 10. | Eugenia Bujak   | BTC City Ljubljana | + 18"      |

## Klasyfikacje końcowe

### Klasyfikacja generalna
|    | Zawodnik           | Zespół                          | Czas       |
| -- | ------------------ | ------------------------------- | ---------- |
| 1  | Chloe Hosking      | Wiggle High5                    | 8h 30' 56" |
| 2  | Huang Ting-ying    | Chińskie Tajpej                 | + 1"       |
| 3  | Leah Kirchmann     | Liv-Plantur                     | + 5"       |
| 4  | Annalisa Cucinotta | Alé Cipollini                   | + 11"      |
| 5  | Roxane Fournier    | Poitou-Charentes.Futuroscope.86 | + 12"      |
|    |                    |                                 |            |
| 10 | Eugenia Bujak      | BTC City Ljubljana              | + 18"      |